# Hoffnungskirche (Koblenz)

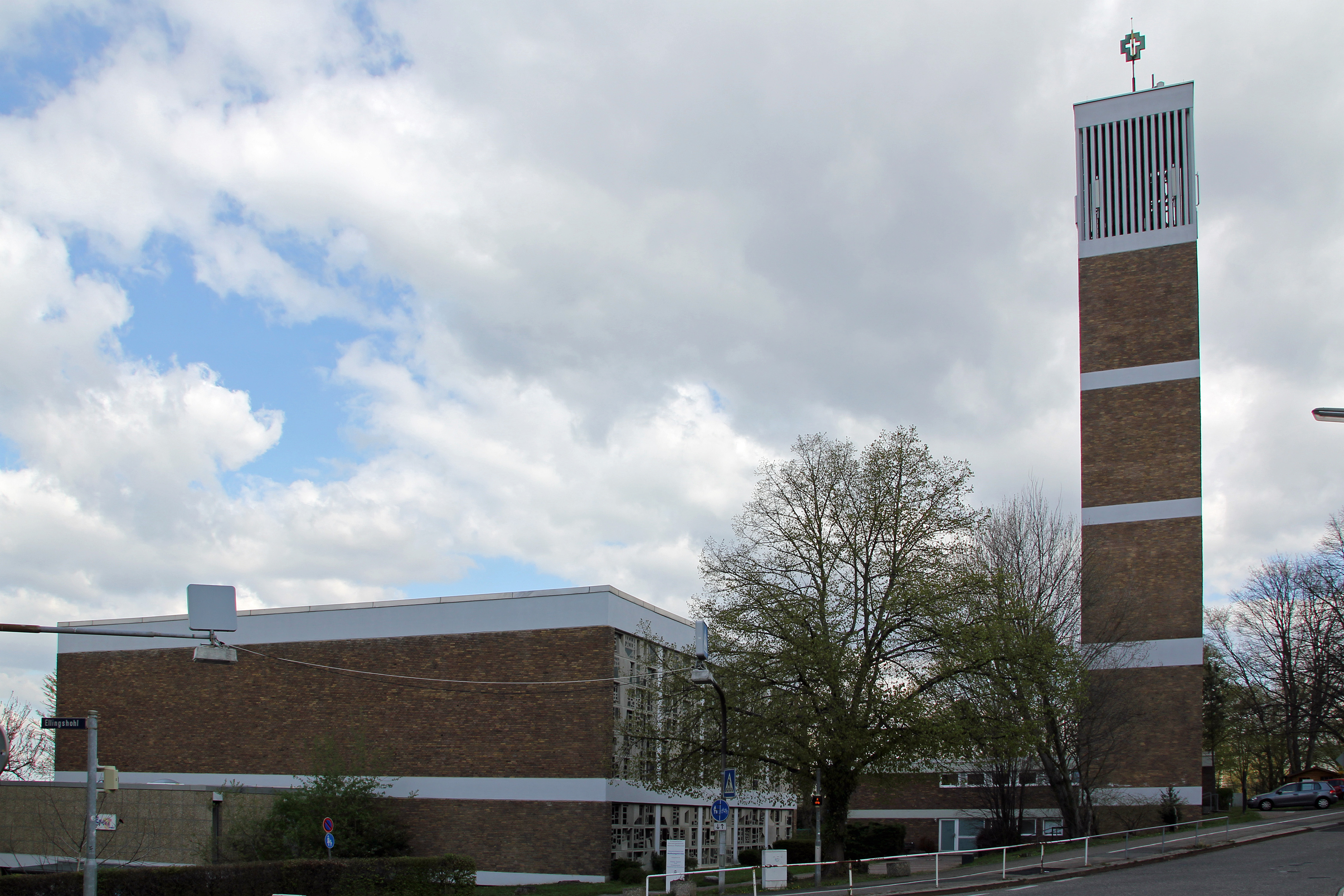
Die Hoffnungskirche auf der Pfaffendorfer Höhe in Koblenz

Die Hoffnungskirche ist eine evangelische Kirche in Koblenz. Sie wurde im Rahmen der Militärseelsorge 1966 im Stadtteil Pfaffendorfer Höhe eingeweiht und ist nach der göttlichen Tugend der Hoffnung benannt.

## Geschichte
Mit Aufstellung der Bundeswehr zogen 1957 die ersten Soldaten in die Augusta-, Gneisenau- und Fritsch-Kaserne in Koblenz sowie in die Deines-Bruchmüller-Kaserne in Lahnstein ein. Damit siedelten sich viele Soldatenfamilien in den umgrenzenden Stadtteilen an. Zunächst war geplant, für die neuen evangelischen Gläubigen im Rahmen der Militärseelsorge eine Militärkirchengemeinde auf der Pfaffendorfer Höhe einzurichten. Nach einer Vereinbarung zwischen dem Militärbischof und der Evangelischen Kirche im Rheinland vom 3. Februar 1961 entschied man sich jedoch zur Bildung eines rechtsrheinischen Seelsorgebereichs. Der Koblenzer Architekt Wolfgang Schumacher errichtete dazu von 1964 bis 1966 die Hoffnungskirche auf der Pfaffendorfer Höhe. Die Grundsteinlegung erfolgte am 9. November 1964, die Einweihung nahm am 17. April 1966 der Präses der Evangelischen Kirche im Rheinland Joachim Beckmann vor. Die Kosten für den Kirchenbau wurden aus Mitteln der Militärseelsorge und der Bundeswehr finanziert. Neben der Kirche und dem Pfarrhaus wurde 1967 noch ein Kindergarten erbaut.

## Bau und Ausstattung
Die Hoffnungskirche wurde als rechteckiger Betonskelettbau mit flachem Dach errichtet. Neben den sichtbaren Betonstützen sind die Wandflächen innen und außen mit holländischem Handstrichklinkern verblendet. Der neben der Kirche frei stehende Glockenturm ist wie der Hauptbau strukturiert. Die waagerechte Decke im Inneren ist mit Holz verkleidet, die Fußböden bestehen aus Keramikplatten. Die Prinzipalien wie Altar, Kanzel und Taufbecken bestehen aus Sichtbeton.
Das Licht fällt an drei Seiten des Baus durch farbenprächtige Buntglasfenster in den Kirchenraum. An der Stirnwand befindet sich ein großes keramisches Relief, das das letzte Abendmahl darstellt. Der Entwurf für die Fenster und das Relief stammen vom Höhr-Grenzhausener Künstler Eugen Keller, ausgeführt wurden sie jedoch von seinem Sohn Reiner Keller.

## Kirchengemeinde
Die Hoffnungskirche im Kirchen Höhenbezirk gehört zur „Evangelischen Kirchengemeinde Koblenz-Pfaffendorf“ im Kirchenkreis Koblenz der Evangelischen Kirche im Rheinland, zu der auch die Versöhnungskirche in Arenberg, die Lutherkapelle in Horchheim und die Evangelische Kirche in Pfaffendorf gehören.